# Willi Abendschön
Willi Abendschön (28. července 1905, Mannheim – 21. září 1946) byl původně číšník na zaoceánské lodi. Pobýval v Praze, kde pracoval jako kriminální úředník. Byl členem NSDAP. Měl německou vojenskou hodnost SS-Sturmscharführer.  Pro gestapo pracoval již od roku 1933. Později jako kriminální vrchní tajemník v řídícím centru gestapa v Praze působil rovněž i mimopražsky (v Táboře, Klatovech a Plzni). Od podzimu roku 1939 zastával funkci vrchního kriminálního tajemníka III. oddělení pražského gestapa. Zabýval se problematikou odhalování vlastizrady, ověřoval a prověřoval konfidenty gestapa působící v protektorátu, později byl činný v kontrarozvědce, kde se zabýval odhalováním výzvědné činnosti ve prospěch protiněmecky orientovaných (nepřátelských) zemí (USA, Velká Británie, Švýcarsko, Francie, země Středního východu, Egypt a severské státy). Později (v létě 1941) pod krycím označením doktor "Grossmann" vedl referát "Wehrnachrichten" (vojenské zpravodajství). V období od října 1941 do března 1942 pátral po neznámém německém Zrádci X - agentu A-54 Paulu Thümmelovi a jeho spojovacím důstojníkovi - štábním kapitánu Václavu Morávkovi. V červnu roku 1942 (po atentátu na říšského protektora R. Heydricha) byl určen spolu s dalšími excelentními zaměstnanci gestapa Praha k rozkrývání paradesantních výsadků a demaskování "padákových agentů". Později se účastnil (na Pardubicku) pátracích akcí, jejichž cílem byl Alfréd Bartoš - velitel výsadkové skupiny Silver A. Od léta roku 1944 byl zástupcem vedoucího kontrašpionážního referátu IV N ("Nachrichten und Agentenwesen" = zprávy a agenti) v krycí firmě "Glawa" (viz níže). Přímo v kanceláři této firmy byl Willi Abendschön v květnu 1945 zadržen povstalci, většinou zaměstnanci Lucernafilmu. České orgány Williho Abendschöna vydaly ještě v květnu 1945 sovětské vojenské rozvědce Smerš. Dne 21. června 1945 byl Willi Abendschön odsouzen sovětským vojenským soudem SMT (Die Sowjetischen Militärtribunale) 4. ukrajinského frontu k trestu smrti zastřelením, který byl vykonán 21. září 1946.

## Některé aktivity Williho Abendschöna
- Dne 12. května 1941 Willi Abendschön osobně zatýkal českou kryptografku Milenu Šeborovou, která pak byla až do konce druhé světové války vězněna v KT Ravensbrück.[3]
- Willi Abendschön řídil vyšetřování zpravodajsko-sabotážní skupiny Tří králů.[1]
- Na řídící služebně pražského gestapa vedl Willi Abendschön vyšetřování zatčeného (v sobotu 9. října 1941 kolem 02:30 nad ránem) rezidenta sovětské vojenské rozvědky GRU na území Protektorátu Čechy a Morava majora letectva RNDr. Josefa Jedličky.[4]
- Willi Abendschön osobně zatýkal agenta A-54 Paula Thümmela.[1]
- Po atentátu na R. Heydricha (27. května 1942) vedl na pardubicku pátrací akce, jejichž cílem byl Alfréd Bartoš - velitel výsadkové skupiny Silver A.[2]

## Zatčení plukovníka Josefa Churavého
Major RNDr. Josef Jedlička byl po zatčení podroben těžkému zostřenému výslechu během kterého uvedl místo a čas schůzky s důležitou osobou v domácím odboji - s "Kaprem" - plukovníkem Josefem Churavým. Plukovník Josef Churavý byl Jedličkův bývalý spolupracovník ve Vojenském zeměpisném ústavu v Praze. V roce 1941 působil jako jeden z vedoucích představitelů odbojové organizace Obrana národa (ON), byl jejím zástupcem v organizaci ÚVOD a rovněž působil jako vedoucí vojenské části PVVZ. Místo majora Josefa Jedličky čekal na plukovníka Josefa Churavého (alias "Kapra") dne 9. října 1941 ve 21 hodin na nábřeží Na Františku komisař Willy Abendschön oblečený do Jedličkových šatů. (oba měli zezadu obdobnou postavu). A nebyl sám. Celé nábřeží bylo obklíčeno dvěma kordony české i německé policie, v záloze byla připravena i říční policie s motorkami. Gestapo mělo od Jedličky "Kaprův" popis a tak nebylo složité přepadnout Churavého zezadu a ihned mu nasadit pouta, aby nemohl použít zbraň.

## Palác Lucerna a Miloš Havel
V budově na adrese Štěpánská 704/61, Praha 1 sídlila filmová společnost Lucernafilm. Na pozici ředitele paláce Lucerna pracoval od října 1942 Augustin Seidl (vlastním jménem Gustav Sedláček). Miloš Havel vypověděl, že jej musel do podniku vzít na nátlak komisaře Williho Abendschöna, který Miloše Havla dle jeho slov v roce 1942 vyslýchal kvůli ilegální činnosti. (O jakou činnost se jednalo, však Miloš Havel blíže nespecifikoval.) Po zatčení (22. února 1942) německého Zrádce-X (dvojitého agenta) A-54 - Paula Thümmela byl Gustav Sedláček, který byl Thümmelův blízký přítel a spolupracovník, rovněž zatčen a vyslýchán. Sedláček nebyl uvězněn, přistoupil na spolupráci, získal německé občanství, změnil si jméno na Augustin Seidl a stal se nebezpečným konfidentem gestapa. (Poté, co Seidl obsadil post ředitele paláce Lucerna stal se Willi Abendschön pravidelným hostem Filmového klubu.) Miloš Havel o Seidlově napojení na gestapo tušil a své zaměstnance před ním varoval. Na druhou stranu Havel Siedla do určité míry hájil, neboť jeho prostřednictvím se dostalo pomoci mnoha českým lidem.
Po skončení druhé světové války vypověděl konfident gestapa Otto Štancl, že v noci z 5. května 1945 na 6. května 1945 byl Augustin Seidl otráven a následně ještě zastřelen mnoha ranami z pistolí skupinou mužů. Nejpravděpodobnějšími pachateli jeho usmrcení se jeví vlastní spolupracovníci (rovněž konfidenti gestapa).

### Výpověď Miloše Havla před SČFP
O úloze Augustina Seidla uvedl Miloš Havel ve své výpovědi před Svazem českých filmových pracovníků (SČFP) ze dne 12. října 1945 následující:
Já jsem stále pronásledován Gestapem, zmíněný Sedláček je Gestapem zavřen na půl roku. Jsem také vyšetřován, protože Gestapo našlo na mém voze nízkofrekvenční vedení od krátkovlnné vysílačky. V této době jsem sešedivěl.
Miloš Havel, výpověď, 
Jsem opětovně volán na Gestapo a tam se mi vyhrožuje uvalením treuhändera (nuceného správce) na podniky Lucerny, ježto prý tam není zaměstnán žádný Němec. Propuštěného Sedláčka, který zatím změní jméno na Seidl a je Němec, přijímám do svých služeb. Jeho resortem je styk s německými úřady a spolky, abych tím nezatěžoval české lidi. Seidlovým vlivem pomáhám českým lidem, některé dostanu z koncentráku, jako hajného Stehlíka ze Svatobořic, dále dr. Hochmana  s paní, Vítězslava Nezvala, nebo dr. Scheinera  dostanu z Terezína s pomocí Antona Zankla  docílím, že není proveden rozsudek smrti nad synem primáře dr. Manna.
Miloš Havel, výpověď, 

## Kartotéka V-Personen

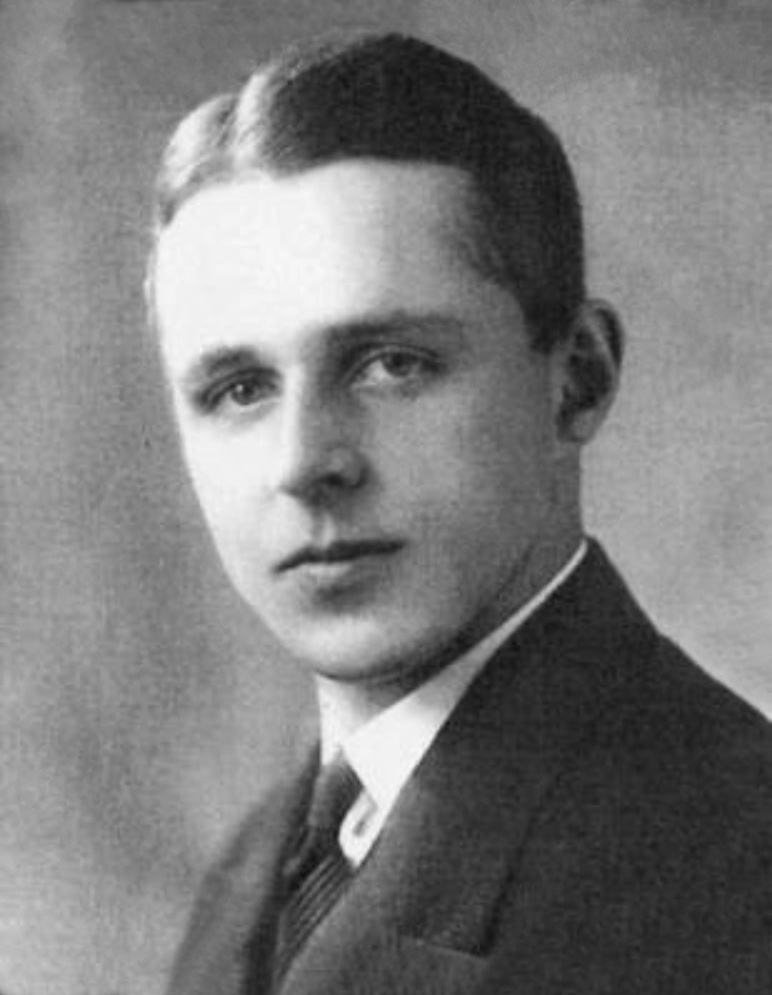
Wilhelm Schultze

V pátém patře domu (na adrese: Štěpánská 626/63, Praha 1) bylo od dubna roku 1944 sídlo firmy Glawa. Tato firma vystupovala jako velkoobchod uměleckým sklem, které sice nakupovala od skláren v protektorátu a Sudetech, ale ve skutečnosti se jednalo o fiktivní společnost ukrývající kancelář pražského gestapa. V prostorách firmy Glawa byla umístěna ústřední kartotéka (krycí označení "V-Personen", nejspíše zkratka z německého Vertrauenspersonen = důvěrníci) konfidentů z celých Čech. Trvale zde pracovalo sedm úřednic a úředníků gestapa. Firma Glawa byla řádně registrována v obchodním rejstříku na pražském magistrátu a jako její majitel byl uveden ředitel paláce Lucerna Augustin Seidl. Tuto německou zpravodajskou kancelář vedl Wilhelm Schultze a dalším jejím úkolem (krom kartotéky konfidnetů) bylo sledovat okolí prezidenta Emila Háchy. Schultzovým zástupcem byl Willi Abendschön. V květnu roku 1945 byla tato ústřední kartotéka konfidentů převezena do Petchkova paláce a zde byla nejspíše zničena spolu s dalšími písemnostmi gestapa. V květnu 1945 se zde ukryl Willi Abendschön. Přímo v kanceláři byl zadržen povstalci, většinou zaměstnanci Lucernafilmu. (České orgány Williho Abendschöna vydaly ještě v květnu 1945 do SSSR (viz níže)).

### Výpověď Miloše Havla před MLS
Před mimořádným lidovým soudem (MLS) Miloš Havel vypovídal dne 22. ledna 1947:
Jedním z bodů obžaloby bylo půjčení nákladního auta Němcům, kteří se chtěli na konci války včas dostat na hranice. Miloš Havel se hájil, že rozkaz k této jízdě přišel od Augustina Seidla a že on (Miloš Havel) dal příkaz k rozebrání automobilu, aby nemohl být zapůjčen. Teprve na nátlak Augustina Seidla a komisaře Williho Abendschöna (Miloš Havel) k jízdě svolil. Havlova slova o rozebrání automobilu, který měl být půjčen Němcům, potvrdil Antonín Bouzek, řidič podniku "Bratří Havlové":
Před odjezdem přijel obviněný Havel a požádal mne, abych nákladní auto rozebral, aby nebyl schopný k jízdě. Vůz jsem skutečně rozebral a krátce před stanovenou hodinou odjezdu jsem zatelefonoval Seidlovi, že nelze odjeti, poněvadž vůz jest značně poškozen a potřebuje nutně opravit, aby mohl býti použit k takové jízdě. Ředitel Seidl se velmi rozčiloval a vyslovil podezření, zda oprava není provedena úmyslně, aby nemusela býti podniknuta jízda jím požadovaná a za hodinu telefonoval do garáží na Barrandov znovu a při tom znovu žádal důrazně, abych vůz opravil a při tom vyhrožoval, že se postará o dozor jistého mistra z cizí továrny, aby oprava byla urychleně provedena.
Antonín Bouzek, výpověď, 
Projednáván byl i údajný pronájem jedné z místností Lucerny gestapu, které tam mělo svou tajnou kancelář pod názvem Glawa (viz výše). Miloše Havla z pronájmu místnosti Lucerny k účelům gestapa obvinil Rudolf Chruma, který byl vězněn na Pankráci kvůli kolaboraci. Miloš Havel jakoukoli spojitost s Glawou odmítal, neboť pronajaté místnosti ani nepatřily Lucerně  a údajně se o její existenci dozvěděl až po válce: Fakt, že vlastníkem místností pronajatých gestapu byla Moravská banka a Miloš Havel s nimi neměl nic společného, potvrdil i její obchodní zmocněnec Bohuslav Polívka. Dle jeho výpovědi si gestapo v roce 1944 zabralo tyto prostory uvolněné po úvěrové pojišťovně a vytvořilo si zde fingovanou úřadovnu.
Teprve za revoluce asi kolem 6. května 1945 jsem zjistil v sousedním domě, který náleží Moravské bance, že jest středisko německého odporu, což mne velmi překvapilo, poněvadž jsem nikdy před tím o nějaké domnělé kanceláři nevěděl.
Miloš Havel, výpověď, 

## Zatčení
Dne 9. května 1945 v Petschkově paláci objevila hlídka Revolučních gard (RG) v budově asi 300 německých žen a dětí, 19 českých rukojmí a 6 dlouhodobě vězněných Čechů. Správcem budovy byl určen Ladislav Vaněk. K nemilému překvapení českých úřadů předal Ladislav Vaněk nejdůležitější zajaté příslušníky gestapa: Williho Leimera, Williho Abendschöna a konfidenta Jaroslava Nachtmanna sovětské vojenské rozvědce Smerš.

## Obvinění
Dne 21. června 1945 byl Willi Abendschön (na základě Článku 58-4 a Článku 58-11 Trestního zákoníku RSFSR) odsouzen sovětským vojenským soudem SMT (Die Sowjetischen Militärtribunale) 4. ukrajinského frontu k trestu smrti zastřelením. Prezidium Nejvyššího Sovětu SSSR zamítlo dne 4. srpna 1945 jeho žádost o udělení milosti. Willi Abendschön byl vinen na základě tohoto obvinění: "Podpora mezinárodní buržoasie a členství v kontrarevoluční organizaci, vrchní kriminální sekretář v řídící centrále gestapa v Praze."

## Poprava
O rok později (21. září 1946) byl Willi Abendschön popraven spolu s Wernerem Dreesem  a SS-Hauptscharführerem  Otto Gallem.